# Cârlomanu, Teleorman
Cârlomanu este un sat în comuna Putineiu din județul Teleorman, Muntenia, România.